# Уолш, Фрэн
Дама Фрэ́нсис Розмари «Фрэн» Уолш (англ. Frances Rosemary «Fran» Walsh; 10 января 1959, Веллингтон, Новая Зеландия) — новозеландская сценаристка, кинопродюсер, кастинг-директор, актриса, автор песен и композитор. Лауреат многочисленных премий в области кино и музыки, включая 3 премии «Оскара» в 2004 году за фильм «Властелин колец: Возвращение короля» (2003) в номинациях Лучший фильм, Лучший адаптированный сценарий и Лучшая песня к фильму.

## Биография
Фрэнсис Уолш родилась в 1959 году в ирландской семье. В 1981 году окончила Университет Виктории в Веллингтоне.
Фрэн — супруга режиссёра Питера Джексона с 1987 года. У пары есть двое детей — сын Билли Джексон (род.1995) и дочь Кэти Джексон (род.1996), актёры.

## Фильмография

### Сценарист
- 1989 — «Уарзел Гаммидж внизу[англ.]» / Worzel Gummidge Down Under
- 1989 — «Познакомьтесь с Фиблами» / Meet the Feebles
- 1990 — «Акула в парке[англ.]» / Shark in the Park
- 1992 — «Живая мертвечина» / Braindead
- 1994 — «Небесные создания» / Heavenly Creatures
- 1996 — «Джек Браун — гений[англ.]» / Jack Brown Genius
- 1996 — «Страшилы» / The Frighteners
- 2001 — «Властелин колец: Братство кольца» / The Lord of the Rings: The Fellowship of the Ring
- 2002 — «Властелин колец: Две крепости» / The Lord of the Rings: The Two Towers
- 2003 — «Властелин колец: Возвращение короля» / The Lord of the Rings: The Return of the King
- 2005 — «Кинг-Конг» / King Kong
- 2009 — «Милые кости» / The Lovely Bones
- 2012 — «Хоббит: Нежданное путешествие» / The Hobbit: An Unexpected Journey
- 2013 — «Хоббит: Пустошь Смауга» / The Hobbit: The Desolation of Smaug
- 2014 — «Хоббит: Туда и обратно» / The Hobbit: There And Back Again
- 2018 — «Хроники хищных городов» / Mortal Engines

### Продюсер
- 1996 — «Страшилы» /The Frighteners
- 2001 — «Властелин колец: Братство кольца» / The Lord of the Rings: The Fellowship of the Ring
- 2002 — «Властелин колец: Две крепости» / The Lord of the Rings: The Two Towers
- 2003 — «Властелин колец: Возвращение короля» / The Lord of the Rings: The Return of the King
- 2005 — «Кинг-Конг» / King Kong
- 2007 — «Нимб» / Halo
- 2008 — «Пересечение линии[англ.]» / Crossing the Line
- 2009 — «Милые кости» / The Lovely Bones
- 2012 — «Запад Мемфиса[англ.]» / West of Memphis
- 2012 — «Хоббит: Нежданное путешествие» / The Hobbit: An Unexpected Journey
- 2013 — «Хоббит: Пустошь Смауга» / The Hobbit: The Desolation of Smaug
- 2014 — «Хоббит: Туда и обратно» / The Hobbit: There And Back Again
- 2018 — «Хроники хищных городов» / Mortal Engines

### Кастинг-директор
- 1992 — «Живая мертвечина» / Braindead

### Актриса
- 1992 — «Живая мертвечина» / Braindead — мать в парке

## Награды и номинации
| Награда                                   | Год  | Категория                                                                          | Фильм                               | Результат | Пр.                  |
| ----------------------------------------- | ---- | ---------------------------------------------------------------------------------- | ----------------------------------- | --------- | -------------------- |
| «Оскар»                                   | 1995 | Лучший оригинальный сценарий                                                       | Небесные создания                   | Номинация | [ 7 ]                |
| «Оскар»                                   | 2002 | Лучший фильм                                                                       | Властелин колец: Братство Кольца    | Номинация | [ 8 ]                |
| «Оскар»                                   | 2002 | Лучший адаптированный сценарий                                                     | Властелин колец: Братство Кольца    | Номинация | [ 8 ]                |
| «Оскар»                                   | 2003 | Лучший фильм                                                                       | Властелин колец: Две крепости       | Номинация | [ 9 ]                |
| «Оскар»                                   | 2004 | Лучший фильм                                                                       | Властелин колец: Возвращение короля | Победа    | [ 11 ]               |
| «Оскар»                                   | 2004 | Лучший адаптированный сценарий                                                     | Властелин колец: Возвращение короля | Победа    | [ 11 ]               |
| «Оскар»                                   | 2004 | Лучшая оригинальная песня                                                          | Властелин колец: Возвращение короля | Победа    | [ 11 ]               |
| Премия Брэма Стокера                      | 2001 | Лучший сценарий                                                                    | Властелин колец: Братство Кольца    | Номинация | [ 14 ] [ 15 ]        |
| Премия Британской Академии в области кино | 2002 | Лучший фильм                                                                       | Властелин колец: Братство Кольца    | Победа    | [ 18 ]               |
| Премия Британской Академии в области кино | 2002 | Лучший адаптированный сценарий                                                     | Властелин колец: Братство Кольца    | Номинация | [ 18 ]               |
| Премия Британской Академии в области кино | 2003 | Лучший фильм                                                                       | Властелин колец: Две крепости       | Номинация | [ 19 ]               |
| Премия Британской Академии в области кино | 2004 | Лучший фильм                                                                       | Властелин колец: Возвращение короля | Победа    | [ 21 ]               |
| Премия Британской Академии в области кино | 2004 | Лучший адаптированный сценарий                                                     | Властелин колец: Возвращение короля | Победа    | [ 21 ]               |
| «Золотой глобус»                          | 2004 | Лучшая оригинальная песня                                                          | Властелин колец: Возвращение короля | Победа    | [ 23 ] [ 24 ] [ 25 ] |
| «Грэмми»                                  | 2005 | Лучшая песня, написанная для кинофильма, телевидения или другого визуального медиа | Властелин колец: Возвращение короля | Победа    | [ 26 ]               |
| «Хьюго»                                   | 2002 | Лучшая постановка                                                                  | Властелин колец: Братство Кольца    | Победа    | [ 27 ]               |
| «Хьюго»                                   | 2003 | Лучшая постановка: Крупная форма                                                   | Властелин колец: Две крепости       | Победа    | [ 28 ]               |
| «Хьюго»                                   | 2004 | Лучшая постановка: Крупная форма                                                   | Властелин колец: Возвращение короля | Победа    | [ 29 ]               |
| «Хьюго»                                   | 2013 | Лучшая постановка: Крупная форма                                                   | Хоббит: Нежданное путешествие       | Номинация | [ 30 ]               |
| «Небьюла»                                 | 2003 | Лучший сценарий                                                                    | Властелин колец: Братство Кольца    | Победа    | [ 31 ]               |
| «Небьюла»                                 | 2004 | Лучший сценарий                                                                    | Властелин колец: Две крепости       | Победа    | [ 32 ] [ 33 ]        |
| «Небьюла»                                 | 2005 | Лучший сценарий                                                                    | Властелин колец: Возвращение короля | Победа    | [ 34 ]               |
| Премия Гильдии продюсеров США             | 2002 | Лучший продюсер театрального фильма                                                | Властелин колец: Братство Кольца    | Номинация | [ 35 ] [ 36 ]        |
| Премия Гильдии продюсеров США             | 2003 | Лучший продюсер театрального фильма                                                | Властелин колец: Две крепости       | Номинация | [ 37 ] [ 38 ]        |
| Премия Гильдии продюсеров США             | 2004 | Лучший продюсер театрального фильма                                                | Властелин колец: Возвращение короля | Победа    | [ 39 ] [ 40 ]        |
| «Спутник»                                 | 2002 | Лучший адаптированный сценарий                                                     | Властелин колец: Братство Кольца    | Номинация | [ 41 ]               |
| «Спутник»                                 | 2003 | Лучший адаптированный сценарий                                                     | Властелин колец: Две крепости       | Номинация | [ 42 ]               |
| «Сатурн»                                  | 1997 | Лучший сценарий                                                                    | Страшилы                            | Номинация | [ 43 ]               |
| «Сатурн»                                  | 2002 | Лучший сценарий                                                                    | Властелин колец: Братство Кольца    | Номинация | [ 44 ] [ 45 ]        |
| «Сатурн»                                  | 2003 | Лучший сценарий                                                                    | Властелин колец: Две крепости       | Номинация | [ 45 ] [ 46 ]        |
| «Сатурн»                                  | 2004 | Лучший сценарий                                                                    | Властелин колец: Возвращение короля | Победа    | [ 45 ] [ 47 ]        |
| «Сатурн»                                  | 2006 | Лучший сценарий                                                                    | Кинг-Конг                           | Номинация |                      |
| «Сатурн»                                  | 2014 | Лучший сценарий                                                                    | Хоббит: Пустошь Смауга              | Номинация | [ 48 ]               |
| «Сатурн»                                  | 2015 | Лучший сценарий                                                                    | Хоббит: Битва пяти воинств          | Номинация | [ 49 ]               |
| Премия Гильдии сценаристов США            | 1995 | Лучший адаптированный сценарий                                                     | Небесные создания                   | Номинация |                      |
| Премия Гильдии сценаристов США            | 2002 | Лучший адаптированный сценарий                                                     | Властелин колец: Братство Кольца    | Номинация | [ 50 ]               |
| Премия Гильдии сценаристов США            | 2004 | Лучший адаптированный сценарий                                                     | Властелин колец: Возвращение короля | Номинация | [ 51 ]               |

## Заметки
1. 1 2 3  Совместно с Питером Джексоном
2. 1 2 3 4 5 6 7 8  Совместно с Питером Джексоном и Барри М. Осборном
3. 1 2 3 4 5 6 7 8 9 10 11 12  Совместно с Питером Джексоном и Филиппой Бойенс
4. 1 2 3  Совместно с Говардом Шором и Энни Леннокс
5. 1 2  Совместно с Питером Джексоном, Филиппой Бойенс и Дж. Р. Р. Толкином
6. ↑  Совместно с Питером Джексоном, Барри М. Осборном и Тимом Сандерсом
7. ↑  Совместно с Питером Джексоном, Филиппой Бойенс, Дж. Р. Р. Толкином, Барри М. Осборном, Тимом Сандерсом, Бобом Вайнштейном и Харви Вайнштейном
8. ↑  Совместно с Питером Джексоном, Филиппой Бойенс, Стивеном Синклером и Дж. Р. Р. Толкином
9. 1 2 3  Совместно с Питером Джексоном, Филиппой Бойенс и Гильермо дель Торо
10. 1 2 3  Совместно с Питером Джексоном, Филиппой Бойенс и Стивеном Синклером